# University of Nebraska-Lincoln Women's Volleyball 2012
Questa voce raccoglie le informazioni riguardanti la University of Nebraska-Lincoln Women's Volleyball nella stagione 2012.

## Stagione
La stagione 2012 è la tredicesima per coach John Cook sulla panchina delle Cornhuskers; per quanto riguarda lo staff Dan Meske viene confermato per il secondo anno come assistente allenatore ed affiancato da Danielle Busboom, proveniente dalla Louisville.
Quattro giocatrici, tutte provenienti dalle scuole superiori, entrano nel programma, prendendo il posto delle cinque uscenti, tra le quali spicca Brooke Delano, diventata professionista nella Liga de Voleibol Superior Femenino portoricana con le Criollas de Caguas, oltre che Taylor Simpson, passata alla Missouri.
La regular season inizia con due gare interne, nelle quali le Cornhuskers ottengono subito due vittorie, in particolare il secondo successo è ancora più prestigioso, in quanto arriva contro le campionesse in carica della UC Los Angeles. Dopo una striscia di otto successi consecutivi, la squadra perde due volte in trasferta, prima in casa della Iowa State e poi contro la forte Penn State. A queste due battute d'arresto segue nuovamente una striscia positiva di nove vittorie, che però viene fermata in un incontro casalingo dalla Ohio State. Nell'incontro successivo le Cornhuskers vincono per 3-2 contro le Nittany Lions della Penn State, prendendosi la rivincita e nei successivi otto incontri di regular season ottengono altre cinque vittorie e tre sconfitte esterne, tutte per 3-2, rispettivamente contro la Michigan, la Michigan State e la Minnesota.
Con 23 vittorie e 16 sconfitte la squadra partecipa alla post-season come testa di serie numero 4 e la cavalcata verso la Final Four inizia benissimo: il programma è uno degli host dei primi due round verso la Final Four e le Cornhuskers sfruttano pienamente l'opportunità di giocare in casa, rifilando due secchi 3-0 alle modeste Maryland Eastern Shore e Northern Iowa. Per le Sweet sixteen la Nebraska è ancora host, anche se la scena si sposta da Lincoln ad Omaha; nell'incontro di semifinale arriva una agevole vittoria per 3-0 contro le teste di serie numero 13 della Washington, ma in finale la squadra si arrende per 3-1 alla testa di serie numero 5, la Oregon, fermandosi così ad un passo dalla Final Four.
Tra le atlete si distinguono particolarmente Lauren Cook, Gina Mancuso, Hannah Werth e Morgan Broekhuis; tutte e quattro vengono insignite di diversi riconoscimenti individuali.

## Organigramma societario
Area direttiva
- Presidente: Harvey Perlman
- Direttore delle operazioni: Lindsay Peterson

Area tecnica
- Allenatore: John Cook
- Assistente allenatore: Danielle Busboom, Dan Meske

## Rosa
| N° | Nome             | Ruolo | Data di nascita   | Nazionalità sportiva | Anno      |
| -- | ---------------- | ----- | ----------------- | -------------------- | --------- |
| 1  | Lara Dykstra     | L     | ?                 | Stati Uniti          | Sophomore |
| 2  | Lauren Cook      | P     | 11 febbraio 1991  | Stati Uniti          | Senior    |
| 4  | Sheridan Zarda   | L     | ?                 | Stati Uniti          | Freshman  |
| 5  | Paige Hubl       | L     | ?                 | Stati Uniti          | Senior    |
| 7  | Gina Mancuso     | S     | 31 maggio 1991    | Stati Uniti          | Senior    |
| 9  | Cecilia Hall     | C     | 10 febbraio 1992  | Svezia               | Freshman  |
| 10 | Alicia Ostrander | C     | 29 settembre 1993 | Stati Uniti          | Freshman  |
| 12 | Morgan Broekhuis | O     | 10 dicembre 1991  | Stati Uniti          | Junior    |
| 14 | Kelsey Fien      | S     | 28 dicembre 1993  | Stati Uniti          | Freshman  |
| 16 | Allison McNeal   | C     | ?                 | Stati Uniti          | Senior    |
| 17 | Hayley Thramer   | C     | ?                 | Stati Uniti          | Junior    |
| 20 | Meghan Haggerty  | C     | 6 ottobre 1993    | Stati Uniti          | Freshman  |
| 44 | Hannah Werth     | S     | 1º novembre 1990  | Stati Uniti          | Senior    |
| 96 | Alexa Strange    | O     | ?                 | Stati Uniti          | Freshman  |

## Mercato
| Acquisti | Acquisti        | Acquisti             | Acquisti   |
| R.       | Nome            | da                   | Modalità   |
| -------- | --------------- | -------------------- | ---------- |
| L        | Sheridan Zarda  | St. James Academy    | definitivo |
| S        | Kelsey Fien     | Frontier High School | definitivo |
| C        | Meghan Haggerty | Benet Academy        | definitivo |
| O        | Alexa Strange   | San Clemente HS      | definitivo |

| Cessioni | Cessioni          | Cessioni           | Cessioni   |
| R.       | Nome              | a                  | Modalità   |
| -------- | ----------------- | ------------------ | ---------- |
| P        | Brigette Root     | -                  | ritirata   |
| L        | Shelby Winkelmann | -                  | ritirata   |
| C        | Jordan Wilberger  | -                  | ritirata   |
| S        | Brooke Delano     | Criollas de Caguas | definitivo |
| S        | Taylor Simpson    | Missouri           | definitivo |

## Risultati

### Big Ten Conference

#### Regular season
| 24 agosto Nebraska Coliseum, Lincoln            | Nebraska       | 3 - 0 | Saint Louis    | 25-13, 25-17, 25-18               |
| 25 agosto Nebraska Coliseum, Lincoln            | Nebraska       | 3 - 2 | UC Los Angeles | 25-20, 25-23, 23-25, 19-25, 15-13 |
| 26 agosto CenturyLink Center, Omaha             | Nebraska       | 3 - 0 | Notre Dame     | 25-19, 25-21, 25-13               |
| 1º settembre Bren Events Center, Irvine         | Colgate        | 0 - 3 | Nebraska       | 12-25, 19-25, 13-25               |
| 1º settembre Bren Events Center, Irvine         | UC Irvine      | 0 - 3 | Nebraska       | 13-25, 18-25, 21-25               |
| 6 settembre Nebraska Coliseum, Lincoln          | Nebraska       | 3 - 0 | Oklahoma       | 25-14, 25-11, 25-16               |
| 7 settembre Nebraska Coliseum, Lincoln          | Nebraska       | 3 - 0 | Duquesne       | 25-7, 25-12, 25-20                |
| 8 settembre Nebraska Coliseum, Lincoln          | Nebraska       | 3 - 1 | Kentucky       | 25-19, 23-25, 25-22, 25-22        |
| 15 settembre Hilton Coliseum, Ames              | Iowa State     | 3 - 1 | Nebraska       | 25-23, 25-22, 20-25, 25-21        |
| 19 settembre Recreation Building, State College | Penn State     | 3 - 1 | Nebraska       | 23-25, 28-26, 25-17, 26-24        |
| 22 settembre St. John Arena, Columbus           | Ohio State     | 1 - 3 | Nebraska       | 25-17, 12-25, 20-25, 14-25        |
| 26 settembre Nebraska Coliseum, Lincoln         | Nebraska       | 3 - 0 | Michigan State | 25-17, 25-16, 25-22               |
| 30 settembre Nebraska Coliseum, Lincoln         | Nebraska       | 3 - 1 | Michigan       | 21-25, 25-13, 25-17, 25-21        |
| 5 ottobre Holloway Gymnasium, West Lafayette    | Purdue         | 0 - 3 | Nebraska       | 23-25, 16-25, 22-25               |
| 6 ottobre University Gymnasium, Bloomington     | Indiana        | 2 - 3 | Nebraska       | 23-25, 25-18, 25-20, 17-25, 10-15 |
| 12 ottobre Nebraska Coliseum, Lincoln           | Nebraska       | 3 - 0 | Wisconsin      | 25-22, 25-15, 25-20               |
| 14 ottobre Nebraska Coliseum, Lincoln           | Nebraska       | 3 - 1 | Minnesota      | 18-25, 27-25, 25-23, 25-16        |
| 17 ottobre Carver-Hawkeye Arena, Iowa City      | Iowa           | 0 - 3 | Nebraska       | 22-25, 14-25, 9-25                |
| 21 ottobre Huff Hall, Champaign                 | Illinois       | 0 - 3 | Nebraska       | 16-25, 23-25, 16-25               |
| 26 ottobre Nebraska Coliseum, Lincoln           | Nebraska       | 1 - 3 | Ohio State     | 22-25, 24-26, 25-19, 23-25        |
| 28 ottobre Nebraska Coliseum, Lincoln           | Nebraska       | 3 - 2 | Penn State     | 12-25, 32-30, 19-25, 25-23, 15-10 |
| 2 novembre Cliff Keen Arena, Ann Arbor          | Michigan       | 3 - 2 | Nebraska       | 21-25, 19-25, 25-21, 25-13, 15-9  |
| 3 novembre Jenison Field House, East Lansing    | Michigan State | 3 - 2 | Nebraska       | 25-13, 25-25, 25-18, 23-25, 17-15 |
| 9 novembre Nebraska Coliseum, Lincoln           | Nebraska       | 3 - 1 | Indiana        | 25-11, 18-25, 25-13, 25-22        |
| 10 novembre Nebraska Coliseum, Lincoln          | Nebraska       | 3 - 2 | Purdue         | 21-25, 25-16, 23-25, 25-19, 15-10 |
| 16 novembre Sports Pavilion, Minneapolis        | Minnesota      | 3 - 2 | Nebraska       | 25-12, 15-25, 22-25, 25-19, 21-19 |
| 18 novembre UW Field House, Madison             | Wisconsin      | 0 - 3 | Nebraska       | 17-25, 20-25, 18-25               |
| 21 novembre Nebraska Coliseum, Lincoln          | Nebraska       | 3 - 0 | Iowa           | 25-12, 25-16, 25-8                |
| 24 novembre Nebraska Coliseum, Lincoln          | Nebraska       | 3 - 1 | Northwestern   | 25-15, 25-22, 20-25, 25-21        |

### NCAA Division I

#### Fase regionale
| 29 novembre - Primo turno Nebraska Coliseum, Lincoln   | Nebraska | 3 - 0 | Maryland Eastern Shore | 25-14, 25-10, 25-18        |
| 30 novembre - Secondo turno Nebraska Coliseum, Lincoln | Nebraska | 3 - 0 | Northern Iowa          | 25-21, 25-16, 25-21        |
| 7 dicembre - Sweet Sixteen CenturyLink Center, Omaha   | Nebraska | 3 - 0 | Washington             | 25-14, 25-21, 25-23        |
| 8 dicembre - Elite Eight CenturyLink Center, Omaha     | Nebraska | 1 - 3 | Oregon                 | 25-15, 22-25, 18-25, 17-25 |

## Statistiche

### Statistiche di squadra
| Competizione                       | Punti | In casa | In casa | In casa | In trasferta | In trasferta | In trasferta | Campo neutro | Campo neutro | Campo neutro | Totale | Totale | Totale |
| Competizione                       | Punti | G       | V       | P       | G            | V            | P            | G            | V            | P            | G      | V      | P      |
| ---------------------------------- | ----- | ------- | ------- | ------- | ------------ | ------------ | ------------ | ------------ | ------------ | ------------ | ------ | ------ | ------ |
| Big Ten Conference NCAA Division I | .788  | 17      | 16      | 1       | 12           | 7            | 5            | 4            | 3            | 1            | 33     | 26     | 7      |
| Totale                             | .788  | 17      | 16      | 1       | 12           | 7            | 5            | 4            | 3            | 1            | 33     | 26     | 7      |

G = partite giocate; V = partite vinte; P = partite perse

### Statistiche dei giocatori
| Giocatore    | Big Ten Conference NCAA Division I | Big Ten Conference NCAA Division I | Big Ten Conference NCAA Division I | Big Ten Conference NCAA Division I | Big Ten Conference NCAA Division I | Totale | Totale | Totale | Totale | Totale |
| Giocatore    | P                                  | PT                                 | AV                                 | MV                                 | BV                                 | P      | PT     | AV     | MV     | BV     |
| ------------ | ---------------------------------- | ---------------------------------- | ---------------------------------- | ---------------------------------- | ---------------------------------- | ------ | ------ | ------ | ------ | ------ |
| M. Broekhuis | 118                                | 384.5                              | 322                                | 40.5                               | 22                                 | 118    | 384.5  | 322    | 40.5   | 22     |
| L. Cook      | 123                                | 156                                | 94                                 | 34                                 | 28                                 | 123    | 156    | 94     | 34     | 28     |
| L. Dykstra   | 120                                | 26                                 | 2                                  | 0                                  | 24                                 | 120    | 26     | 2      | 0      | 24     |
| K. Fien      | 28                                 | 22.5                               | 21                                 | 1.5                                | 0                                  | 28     | 22.5   | 21     | 1.5    | 0      |
| M. Haggerty  | 117                                | 303                                | 232                                | 65                                 | 6                                  | 117    | 303    | 232    | 65     | 6      |
| C. Hall      | 15                                 | 18.5                               | 13                                 | 5.5                                | 0                                  | 15     | 18.5   | 13     | 5.5    | 0      |
| P. Hubl      | 114                                | 8                                  | 1                                  | 0                                  | 7                                  | 114    | 8      | 1      | 0      | 7      |
| G. Mancuso   | 123                                | 493                                | 428                                | 31                                 | 34                                 | 123    | 493    | 428    | 31     | 34     |
| A. McNeal    | 55                                 | 37.5                               | 23                                 | 14.5                               | 0                                  | 55     | 37.5   | 23     | 14.5   | 0      |
| A. Ostrander | 12                                 | 9                                  | 8                                  | 1                                  | 0                                  | 12     | 9      | 8      | 1      | 0      |
| A. Strange   | 56                                 | 30.5                               | 25                                 | 3.5                                | 2                                  | 56     | 30.5   | 25     | 3.5    | 2      |
| H. Thramer   | 120                                | 277                                | 197                                | 80                                 | 0                                  | 120    | 277    | 197    | 80     | 0      |
| S. Zarda     | 43                                 | 5                                  | 2                                  | 0                                  | 3                                  | 43     | 5      | 2      | 0      | 3      |
| H. Werth     | 118                                | 414                                | 360                                | 41                                 | 13                                 | 118    | 441    | 360    | 68     | 13     |

P = presenze; PT = punti totali; AV = attacchi vincenti; MV = muri vincenti; BV = battute vincenti

NB: I muri singoli valgono una unità di punto, mentre i muri doppi e tripli valgono mezza unità di punto; anche i giocatori nel ruolo di libero sono impegnati al servizio